# Vera Glagoleva
Vera Glagoleva (russisk: Ве́ра Вита́льевна Глаго́лева) (født 31. januar 1956 i Moskva i Sovjetunionen, død 16. august 2017) var en russisk filminstruktør, skuespillerinde og manuskriptforfatter.

## Filmografi
- Zakaz (Заказ, 2005)[1][2]
- Dve zjensjjiny (Две женщины, 2015)